# Albert L. Smith, Jr.

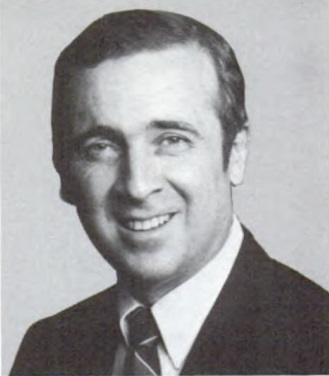
Albert L. Smith, Jr. (1981)

Albert Lee Smith, Jr. (* 31. August 1931 in Birmingham, Jefferson County, Alabama; † 12. August 1997 ebenda) war ein US-amerikanischer Rechtsanwalt und Politiker (Republikanische Partei).

## Werdegang
Albert L. Smith, Jr. graduierte 1949 an der Ramsay High School in Birmingham und 1954 an der Auburn University mit einem Bachelor of Sciences. Anschließend diente er zwischen 1954 und 1956 in der US Navy. Danach war er als Versicherungsagent tätig. Smith verfolgte ebenfalls eine politische Laufbahn. Er nahm in den Jahren 1968, 1972, 1976 und 1984 als Delegierter an den Republican National Conventions teil. In dieser Zeit kandidierte er 1978 erfolglos um einen Sitz im 96. US-Kongress, allerdings wurde er dann in den 97. US-Kongress gewählt. Bei seiner Kandidatur 1982 für den 98. US-Kongress erlitt er eine Niederlage. Er war im US-Repräsentantenhaus vom 3. Januar 1981 bis zum 3. Januar 1983 tätig. Im nachfolgenden Jahr kandidierte er erfolglos um einen Sitz im US-Senat. Danach war er 1985 Mitglied im Federal Council on the Aging in Washington, D.C. Smith starb 1997 in Birmingham und wurde dort auf dem Elmwood Cemetery beigesetzt.